# Relaciones España-Groenlandia
Las relaciones España-Groenlandia son las relaciones bilaterales entre el Reino de España y la región autónoma de Groenlandia. Al tratarse de una entidad dependiente, las competencias de asuntos exteriores, seguridad y política financiera de Groenlandia pertenecen a Dinamarca.

## Relaciones diplomáticas
La existencia de una oficina consular española en Groenlandia tiene como finalidad facilitar la atención y servicios a los españoles residentes en esa isla, además de atender las eventualidades que puedan encontrarse los ciudadanos españoles que en los meses de verano participan en actividades de turismo de aventura o en cruceros turísticos por las aguas árticas.
Pese a su relación con Dinamarca, Groenlandia no está dentro de la Unión Europea (UE). Debido a esto, para viajar entre ambos territorios se necesita pasaporte en vigor con al menos 6 meses de validez desde la entrada en el país. No obstante, Groenlandia forma parte de la OTAN.

## Misiones diplomáticas
- España tiene una oficina consular en Nuuk, con jurisdicción sobre la totalidad de la isla de Groenlandia, con categoría de viceconsulado-honorario y dependiente de la embajada de España en Copenhague.[4]
- Groenlandia posee una embajada propia en Madrid[5][6] y un consulado en Barcelona.[5]